# Il maledetto United
Il maledetto United è un romanzo del 2006 scritto da David Peace. Mescolando fatti e personaggi reali con la finzione narrativa, lo scrittore dà vita all'eccentrico ritratto dell'allenatore di calcio Brian Clough, in particolare dei suoi 44 giorni da allenatore del Leeds United nella stagione 1974-75, che lo resero un'icona del calcio inglese negli anni settanta.

## Trama
L'ex calciatore Brian Clough, che ha giocato con le maglie di Middlesbrough e Sunderland, dopo un brutto infortunio inizia la carriera da allenatore. Clough riesce a compiere l'impresa di portare il Derby County, a quei tempi in una situazione critica sia dal punto di vista sportivo che finanziario, dal fondo della terza serie inglese, sino alla vittoria del campionato. Grazie ai suoi successi e alla sua celebrità acquisita, nel 1974 gli viene offerta la possibilità di sostituire Don Revie sulla panchina del Leeds United, squadra che egli odia profondamente.
Clough si ritrova ad allenare una squadra di viziati e arroganti calciatori, competitivi fino al limite della scorrettezza. Spinto dal suo orgoglio, allenerà l'odiato Leeds per 44 giorni cercando di modificare lo stile e l'approccio calcistico della squadra. Tra sconfitte e vittorie, viene raccontata la vita di Brian Clough, uomo dotato di un forte orgoglio e un forte amore per il calcio, ma vengono raccontate anche le sue paure e il suo terrore del fallimento, che riversa su alcool e sigarette.

## Adattamento cinematografico
Nel 2009 è stato realizzato un film omonimo, Il maledetto United, diretto da Tom Hooper ed interpretato da Michael Sheen nei panni di Clough. Il film è uscito nei cinema inglesi nel marzo 2009.

## Edizioni
- David Peace, Il maledetto United, traduzione di P. Formenton, Il Saggiatore, 2009,  p. 408, ISBN 88-428-1476-8.